# Argirotipo
Argirotipo es un proceso fotográfico alternativo de la familia Ferro-Plata.  Aunque se ubica dentro de la familia de los procesos antiguos, técnicamente no es antiguo. Realmente es la adaptación o mutación si se prefiere, realizada por el químico y fotógrafo inglés Mike J. Ware, de un proceso antiguo llamado el argentotipo desarrollado por el célebre científico y astrónomo británico Sir John Herschel en 1842.

## Historia
Para entender el proceso del argirotipo, se hace necesario hablar de su ancestro el argentotipo (Herschel, 1842) que básicamente consistía de un sensibilizador hecho con citrato férrico de amonio, oxalato de potasio y agua destilada. Con este sensibilizador se barnizaba o emulsionaba un papel de algodón, que al secarse era expuesto junto con un negativo o similar, a una fuente intensa de luz ultravioleta, como el sol; creando una imagen que luego era procesada (lavado–revelado) en una solución de oxalato de potasio y nitrato de plata en agua destilada.
Luego fijada en hiposulfito de sodio y lavada muy bien posteriormente. La imagen producida por el argentotipo en tonos cafés y con visos azul-negro era de altísima riqueza tonal (para la época) pero sufría de una rápida y casi inevitable degradación donde al cabo de poco tiempo (días) se desvanecía.

## Argirotipo:mutación/evolución del argentotipo
Mike Ware, como químico especialista asuntos fotográficos, decidió darle solución a estos problemas desde una perspectiva eminentemente científica. 
Como cuando en genética se habla de un gen defectuoso en este caso, la mayor parte del problema reside en el ion del nitrato de plata, que Ware sustituyó por un ion negativo (anión). Sustituyendo el nitrato de plata por sulfamato de plata se logra este cambio de gen sin embargo Ware se enfrentó a un pequeño problema: el sulfamato de plata no se consigue comercialmente, hay que prepararlo.
El sensibilizador del argirotipo se produce al combinar:
- ácido sulfámico (NH2SO3H)
- óxido de plata (I) (Ag2O)
- citrato férrico de amonio (III) (Versión Verde)

## Proceso
El proceso como tal (exposición y procesado) es bastante similar a la mayoría de esta familia: se emulsiona un papel 100% fibra de algodón, se expone a una fuente de luz ultravioleta (UV) durante la exposición, la imagen se crea y es visible (a diferencia de la imagen latente del papel fotográfico clásico) dicha imagen se presenta en unos tonos naranja-sepia, que cambiarán durante el proceso. Lo más importante y relevante del argirotipo, es que es un proceso cuyo color y tonalidades están sujetas a la humedad relativa del ambiente y a la humedad misma del papel, lo que presenta todo un abanico de posibilidades estéticas. 

## El proceso completo de lavado-revelado
1. Primer lavado en agua destilada por un mínimo de 10 minutos con agitación constante y al menos un cambio de agua durante este tiempo.
2. Segundo lavado en agua destilada por 5 minutos.
3. Virador al Oro (fórmula de thiocyanato áureo de aamonio) Opcional de 5 a 30 minutos (dependiendo del color que se desee)
4. Fijador de thiosulfato de Sodio al 2% por 2 a 3 minutos.
5. Lavado en agua corriente por 20 a 30 minutos.
6. Secado que puede ser al ambiente o con secador o incluso calor.

Nota1: Cada forma de secado afecta la apreciación final de la imagen.
Nota2: La imagen completamente seca se oscurece considerablemente en comparación con su estado húmedo. Este aspecto debe tenerse en cuenta en el momento de buscar una imagen exitosa.

## Variaciones, consideraciones y experimentación
El argirotipo, como muchos procesos fotográficos antiguos, tienen la particularidad de involucrar bastantes variables que resultan complejas de controlar, lo que permite la creación sucesiva de imágenes únicas. Entendiendo su anatomía, se abre la puerta a un mundo lleno de posibilidades, adaptaciones y variaciones, que en el campo artístico son el plato para la mente creativa. Dentro de estas variaciones, se encuentra el efecto que produce la humedad relativa del ambiente en el color final de la imagen. Usando esta característica de una manera creativa se puede buscar diferentes posibilidades cromáticas e intervenir en la sensación visual de la imagen final.
Como breve guía aproximada, algunas de las variaciones posibles según humedad, pueden producir argirotipos de los siguientes colores:
- Muy seco: Café cálido
- Seco: Café pera
- Poco húmedo: Café óxido
- Húmedo: Café rojizo/vino tinto
- Muy húmedo: Café/violeta oscuro

Mayor intervención cromática es posible a través de manipulación química por viradores como virador al oro (thiocyanato áureo de amonio) y virador al selenio.